# Tchavolo Schmitt

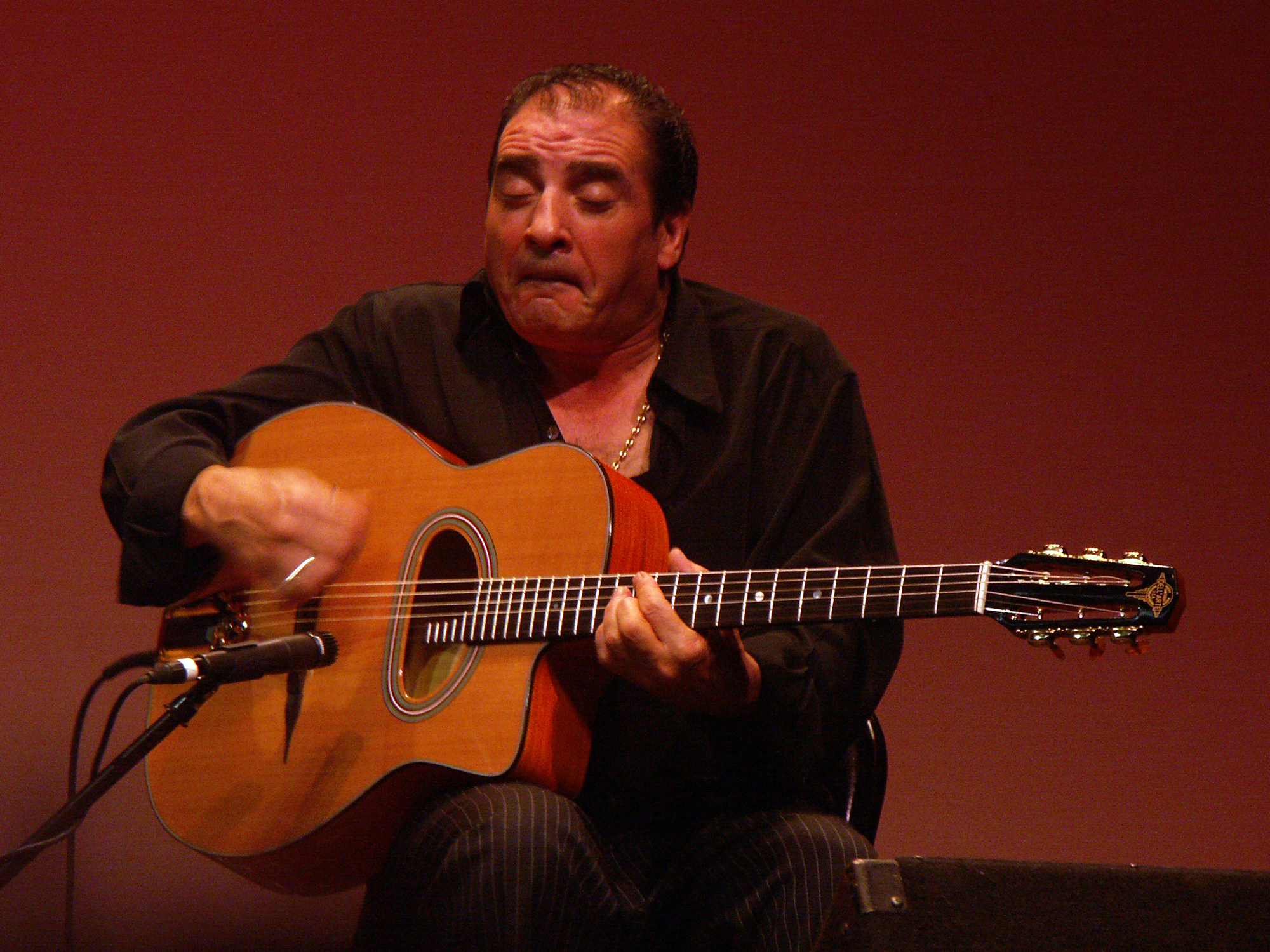
Tchavolo Schmitt (2006)

Charles Tchavolo Schmitt (* 1954 in Paris) ist ein französischer Gitarrist des Swing Manouche. In dem Film Swing (2002) von Tony Gatlif ist er auch als Schauspieler zu erleben.

## Leben
Schmitt stammt aus einer musikalischen Familie; sein Vater spielte Violine, die Mutter brachte ihm im Alter von sechs Jahren das Gitarrenspiel bei. Ab 1966 trat er mit anderen Sinti an der Porte de Montreuil an der Pariser Banlieue in Saint-Ouen auf. Aufsehenerregende Konzerte auf dem Musikfest der Zigeuner in Darmstadt 1979 führten dazu, dass Wedeli Köhler ihn in seine Gruppe  Hot Club Da Sinti holte, mit der er 1981 auch aufnahm. In den nächsten Jahren entfernte er sich von der Musikszene und lebte in Straßburg, wo er gelegentlich private Konzerte gab. 1992 kehrte er auf die Szene zurück und wurde Mitglied der Formation Gypsy Reunion (zu der sein Cousin Dorado Schmitt, Patrick Saussois und Gino Reinhardt gehörten). Auch gehörte er zu Note Manouche.
Erst im Jahr 2000 veröffentlichte er ein erstes Album unter eigenem Namen, dem mehrere Alben folgten. Im Jahr 2002 verantwortete er mit Mandino Reinhardt einen Großteil von Tony Gatlifs Soundtrack zum Film Swing.

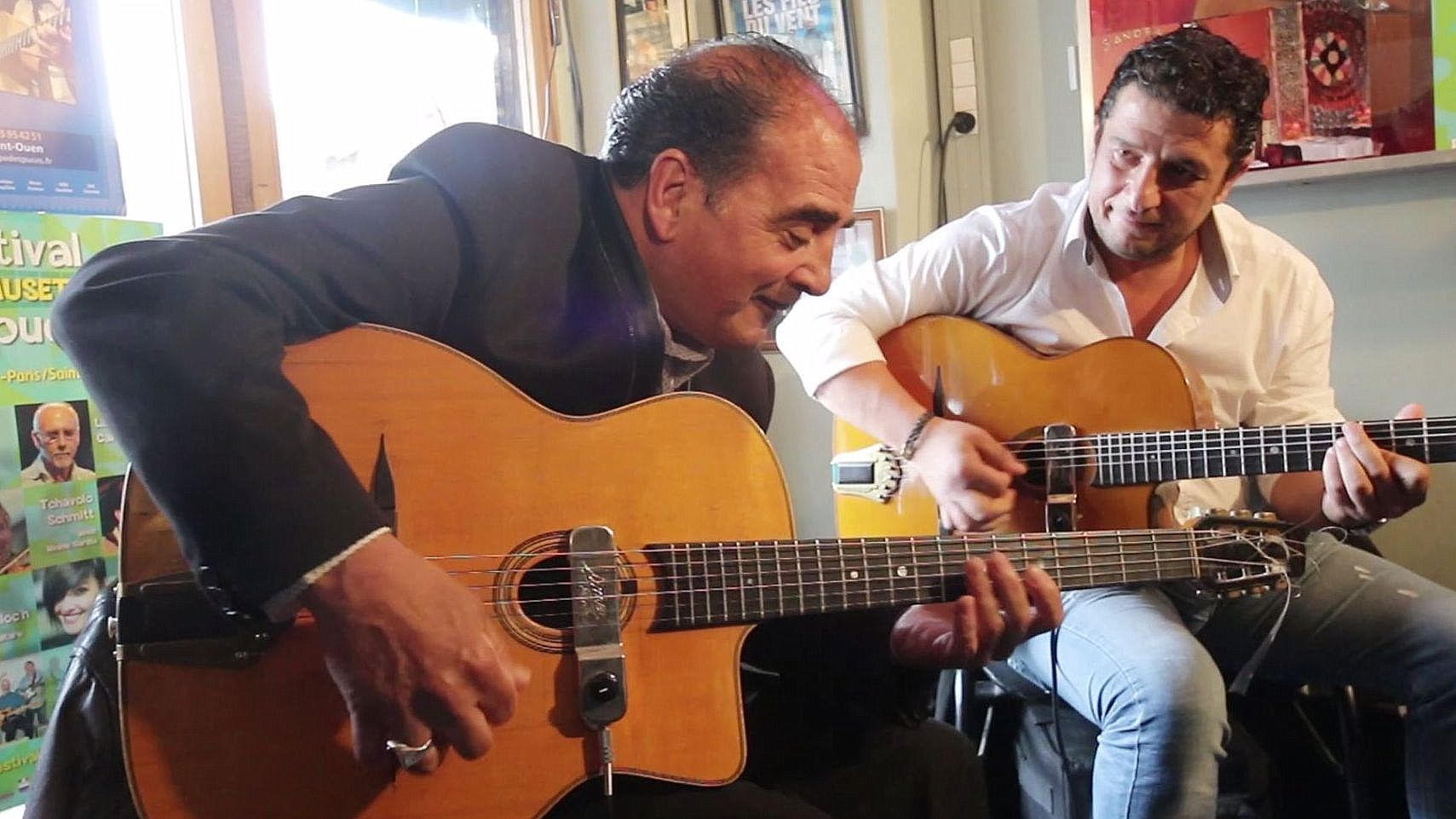
Tchavolo Schmitt (links) mit Steeve Laffont im La Chope des Puces (2016)

## Diskographische Hinweise
- Hot Club da Sinti, Wonderful (Linkshändle Records, 1981)
- Gypsy Réunion, Swing 93 (Djaz Records, 1993)
- Alors ?… Voilà ! (Iris Music, 2000)
- Miri Familia (Djaz Records, 2001)
- Mémoires, mit Angelo Debarre (Le Chant du Monde, 2004)
- Seven Gypsy Nights (2007)
- Samy Daussat / Tchavolo Schmitt Nouvelle Vague (Ouest, 2013)
- Melancolies d'un Soir (Ouest, 2014)
- Miri Chterna (L'Autre Distribution 2022, mit Julien Cattiaux, Édouard Pennes sowie César Poirier, Bastien Brison)

## Filmografie
- 1992: Latcho Drom (Regie: Tony Gatlif)
- 2002: Swing (Regie: Tony Gatlif)